# Räckelwitz
Räckelwitz (górnołuż. Worklecy) – miejscowość i gmina w Niemczech, w kraju związkowym Saksonia, w okręgu administracyjnym Drezno, w powiecie Budziszyn, wchodzi w skład związku gmin Am Klosterwasser.